# ユーラシア横断鉄道計画
ユーラシア横断鉄道計画は、日本国稚内からロシア連邦ユジノサハリンスクを経由し、ユーラシア大陸へシベリア鉄道を開通させる計画。

## 概要
これは「シベリア鉄道国際化整備推進機構発足準備委員会」が提唱した計画である。現在の構想では、日本国北海道稚内とロシア連邦ユジノサハリンスクの間の宗谷海峡、ユジノサハリンスク北西部とロシア連邦本土間の間宮海峡に、それぞれ海底トンネルを建設する。
基本的に日本とロシア間では、船舶による貨物輸送が主流であるが、鉄道への切り替えを図ることでコストダウンすることが可能なほか、環境にも良く、信頼性も高いということで今回の計画に至った。ちなみに、この計画は日本側が提案したものである。幸福の科学系の政党である幸福実現党は当計画を支持しており、同党の国政選挙立候補者は選挙の公約として当計画を掲げている。

## 沿革
- 2013年（平成25年）- 6月3日、ロシアのロシア極東発展省は、ロシア本土とサハリン島に橋をかけて鉄道で結ぶ計画の工事を2016年に始めると発表[3]。
  - 9月6日、ロシア連邦運輸省は、サハリンと北海道の間に横断路を設置する構想について、日本と協議を行うと発表[4]。
- 2016年（平成28年）- 10月3日、対露経済協力について、ロシア側がシベリア鉄道を延伸し、サハリンから北海道までをつなぐ大陸横断鉄道の建設を要望[5]。